# U19-Europamästerskapet i fotboll för damer 2019
U19-Europamästerskapet i fotboll för damer 2019 var den 18:e upplagan av U19-Europamästerskapet (22:a ifall man räknar med då turneringen var U18). Turneringen spelades i Skottland, Storbritannien, den 16–28 juli 2019. Mästerskapet vanns av Frankrike som i finalen besegrade Tyskland med 2–1.

## Kvalspel

### Kvalificerad nationer
- Belgien
- England
- Frankrike
- Nederländerna
- Norge
- Skottland (värdnation)
- Spanien
- Tyskland

## Gruppspel

### Grupp A
| Nr | Lag           | S | V | O | F | GM | IM | MS | P |
| -- | ------------- | - | - | - | - | -- | -- | -- | - |
| 1  | Frankrike     | 3 | 2 | 1 | 0 | 8  | 5  | +3 | 7 |
| 2  | Nederländerna | 3 | 2 | 0 | 1 | 10 | 3  | +7 | 6 |
| 3  | Norge         | 3 | 1 | 1 | 1 | 7  | 8  | −1 | 4 |
| 4  | Skottland     | 3 | 0 | 0 | 3 | 1  | 10 | −9 | 0 |

|             | 16 juli 2019 | Norge | 0 – 5           | Nederländerna                                                                               | Firhill Stadium                                  |                                                  |
| 16:00 UTC+1 | 16:00 UTC+1  |       | (0 – 4) Rapport | 2′, 44′ Joëlle Smits 5′ Jonna Van de Velde 43′ Romée Leuchter 69′ Kirsten Van de Westeringh | Glasgow Publik: 145 Domare: Ewa Augustyn (Polen) | Glasgow Publik: 145 Domare: Ewa Augustyn (Polen) |
| 16:00 UTC+1 | 16:00 UTC+1  |       |                 |                                                                                             | Glasgow Publik: 145 Domare: Ewa Augustyn (Polen) | Glasgow Publik: 145 Domare: Ewa Augustyn (Polen) |
| 16:00 UTC+1 | 16:00 UTC+1  |       |                 |                                                                                             | Glasgow Publik: 145 Domare: Ewa Augustyn (Polen) | Glasgow Publik: 145 Domare: Ewa Augustyn (Polen) |

|             | 16 juli 2019 | Skottland      | 1 – 2           | Frankrike                               | St Mirren Park                                             |                                                            |
| 20:30 UTC+1 | 20:30 UTC+1  | Emma Craig 81′ | (0 – 0) Rapport | 60′ Sandy Baltimore 90+1′ Naomie Feller | Paisley Publik: 1 285 Domare: Zuzana Valentová (Slovakien) | Paisley Publik: 1 285 Domare: Zuzana Valentová (Slovakien) |
| 20:30 UTC+1 | 20:30 UTC+1  |                |                 |                                         | Paisley Publik: 1 285 Domare: Zuzana Valentová (Slovakien) | Paisley Publik: 1 285 Domare: Zuzana Valentová (Slovakien) |
| 20:30 UTC+1 | 20:30 UTC+1  |                |                 |                                         | Paisley Publik: 1 285 Domare: Zuzana Valentová (Slovakien) | Paisley Publik: 1 285 Domare: Zuzana Valentová (Slovakien) |

|             | 19 juli 2019 | Nederländerna         | 1 – 3           | Frankrike                                  | St Mirren Park                                         |                                                        |
| 16:00 UTC+1 | 16:00 UTC+1  | Jonna Van de Velde 7′ | (1 – 1) Rapport | 5′ Naomie Feller 85′, 90+3′ Melvine Malard | Paisley Publik: 152 Domare: Silvia Domingos (Portugal) | Paisley Publik: 152 Domare: Silvia Domingos (Portugal) |
| 16:00 UTC+1 | 16:00 UTC+1  |                       |                 |                                            | Paisley Publik: 152 Domare: Silvia Domingos (Portugal) | Paisley Publik: 152 Domare: Silvia Domingos (Portugal) |
| 16:00 UTC+1 | 16:00 UTC+1  |                       |                 |                                            | Paisley Publik: 152 Domare: Silvia Domingos (Portugal) | Paisley Publik: 152 Domare: Silvia Domingos (Portugal) |

|             | 19 juli 2019 | Skottland | 0 – 4           | Norge                                                                                               | Firhill Stadium                                     |                                                     |
| 18:15 UTC+1 | 18:15 UTC+1  |           | (0 – 4) Rapport | 21′ Emilie Bragstad 24′ Anna Jøsendal 45′ Jenny Kristine Røsholm Olsen 45+3′ Rikke Bogetveit Nygård | Glasgow Publik: 925 Domare: Maria Marotta (Italien) | Glasgow Publik: 925 Domare: Maria Marotta (Italien) |
| 18:15 UTC+1 | 18:15 UTC+1  |           |                 | | Glasgow Publik: 925 Domare: Maria Marotta (Italien) | Glasgow Publik: 925 Domare: Maria Marotta (Italien) |
| 18:15 UTC+1 | 18:15 UTC+1  |           |                 | | Glasgow Publik: 925 Domare: Maria Marotta (Italien) | Glasgow Publik: 925 Domare: Maria Marotta (Italien) |

|             | 22 juli 2019 | Nederländerna                                           | 4 – 0           | Skottland | St Mirren Park                                                |                                                               |
| 18:15 UTC+1 | 18:15 UTC+1  | Lynn Wilms 8′ Marisa Olislagers 33′ Lisa Doorn 81′, 90′ | (2 – 0) Rapport |           | Paisley Publik: 1 126 Domare: Elvira Nurmustafina (Kazakstan) | Paisley Publik: 1 126 Domare: Elvira Nurmustafina (Kazakstan) |
| 18:15 UTC+1 | 18:15 UTC+1  |                                                         |                 |           | Paisley Publik: 1 126 Domare: Elvira Nurmustafina (Kazakstan) | Paisley Publik: 1 126 Domare: Elvira Nurmustafina (Kazakstan) |
| 18:15 UTC+1 | 18:15 UTC+1  |                                                         |                 |           | Paisley Publik: 1 126 Domare: Elvira Nurmustafina (Kazakstan) | Paisley Publik: 1 126 Domare: Elvira Nurmustafina (Kazakstan) |

|             | 22 juli 2019 | Frankrike                                           | 3 – 3           | Norge                                                | Firhill Stadium                                               |                                                               |
| 18:15 UTC+1 | 18:15 UTC+1  | Lorena Azzaro 9′ Vicki Becho 34′ Melvine Malard 77′ | (2 – 2) Rapport | 12′, 40′ Emilie Bragstad 89′ Sara Iren Lindbak Hørte | Glasgow Publik: 231 Domare: Ivana Projkovska (Nordmakedonien) | Glasgow Publik: 231 Domare: Ivana Projkovska (Nordmakedonien) |
| 18:15 UTC+1 | 18:15 UTC+1  |                                                     |                 |                                                      | Glasgow Publik: 231 Domare: Ivana Projkovska (Nordmakedonien) | Glasgow Publik: 231 Domare: Ivana Projkovska (Nordmakedonien) |
| 18:15 UTC+1 | 18:15 UTC+1  |                                                     |                 |                                                      | Glasgow Publik: 231 Domare: Ivana Projkovska (Nordmakedonien) | Glasgow Publik: 231 Domare: Ivana Projkovska (Nordmakedonien) |

### Grupp B
| Nr | Lag      | S | V | O | F | GM | IM | MS | P |
| -- | -------- | - | - | - | - | -- | -- | -- | - |
| 1  | Tyskland | 3 | 2 | 1 | 0 | 7  | 1  | +6 | 7 |
| 2  | Spanien  | 3 | 2 | 1 | 0 | 3  | 0  | +3 | 7 |
| 3  | England  | 3 | 1 | 0 | 2 | 2  | 3  | −1 | 3 |
| 4  | Belgien  | 3 | 0 | 0 | 3 | 0  | 8  | −8 | 0 |

|             | 16 juli 2019 | Spanien                                     | 2 – 0           | Belgien | Forthbank Stadium                                    |                                                      |
| 16:00 UTC+1 | 16:00 UTC+1  | Clàudia Pina 56′ (str.) Laia Aleixandri 65′ | (0 – 0) Rapport |         | Stirling Publik: 204 Domare: Maria Marotta (Italien) | Stirling Publik: 204 Domare: Maria Marotta (Italien) |
| 16:00 UTC+1 | 16:00 UTC+1  |                                             |                 |         | Stirling Publik: 204 Domare: Maria Marotta (Italien) | Stirling Publik: 204 Domare: Maria Marotta (Italien) |
| 16:00 UTC+1 | 16:00 UTC+1  |                                             |                 |         | Stirling Publik: 204 Domare: Maria Marotta (Italien) | Stirling Publik: 204 Domare: Maria Marotta (Italien) |

|             | 16 juli 2019 | England           | 1 – 2           | Tyskland                                        | McDiarmid Park                                              |                                                             |
| 19:30 UTC+1 | 19:30 UTC+1  | Jessica Naz 90+2′ | (0 – 2) Rapport | 12′ Melissa Kössler 32′ Paulina Käte Krumbiegel | Perth Publik: 309 Domare: Ivana Projkovska (Nordmakedonien) | Perth Publik: 309 Domare: Ivana Projkovska (Nordmakedonien) |
| 19:30 UTC+1 | 19:30 UTC+1  |                   |                 |                                                 | Perth Publik: 309 Domare: Ivana Projkovska (Nordmakedonien) | Perth Publik: 309 Domare: Ivana Projkovska (Nordmakedonien) |
| 19:30 UTC+1 | 19:30 UTC+1  |                   |                 |                                                 | Perth Publik: 309 Domare: Ivana Projkovska (Nordmakedonien) | Perth Publik: 309 Domare: Ivana Projkovska (Nordmakedonien) |

|             | 19 juli 2019 | England | 0 – 1           | Spanien          | Forthbank Stadium                                            |                                                              |
| 16:00 UTC+1 | 16:00 UTC+1  |         | (0 – 1) Rapport | 22′ Olga Carmona | Stirling Publik: 347 Domare: Elvira Nurmustafina (Kazakstan) | Stirling Publik: 347 Domare: Elvira Nurmustafina (Kazakstan) |
| 16:00 UTC+1 | 16:00 UTC+1  |         |                 |                  | Stirling Publik: 347 Domare: Elvira Nurmustafina (Kazakstan) | Stirling Publik: 347 Domare: Elvira Nurmustafina (Kazakstan) |
| 16:00 UTC+1 | 16:00 UTC+1  |         |                 |                  | Stirling Publik: 347 Domare: Elvira Nurmustafina (Kazakstan) | Stirling Publik: 347 Domare: Elvira Nurmustafina (Kazakstan) |

|             | 19 juli 2019 | Belgien | 0 – 5           | Tyskland                                                                              | McDiarmid Park                                         |                                                        |
| 19:30 UTC+1 | 19:30 UTC+1  |         | (0 – 2) Rapport | 35′, 58′ Nicole Anyomi 41′ Paulina Käte Krumbiegel 53′ Melissa Kössler 81′ Lisa Ebert | Perth Publik: 267 Domare: Zuzana Valentová (Slovakien) | Perth Publik: 267 Domare: Zuzana Valentová (Slovakien) |
| 19:30 UTC+1 | 19:30 UTC+1  |         |                 |                                                                                       | Perth Publik: 267 Domare: Zuzana Valentová (Slovakien) | Perth Publik: 267 Domare: Zuzana Valentová (Slovakien) |
| 19:30 UTC+1 | 19:30 UTC+1  |         |                 |                                                                                       | Perth Publik: 267 Domare: Zuzana Valentová (Slovakien) | Perth Publik: 267 Domare: Zuzana Valentová (Slovakien) |

|             | 22 juli 2019 | Belgien | 0 – 1           | England          | McDiarmid Park                                 |                                                |
| 16:00 UTC+1 | 16:00 UTC+1  |         | (0 – 1) Rapport | 26′ Ebony Salmon | Perth Publik: 324 Domare: Ewa Augustyn (Polen) | Perth Publik: 324 Domare: Ewa Augustyn (Polen) |
| 16:00 UTC+1 | 16:00 UTC+1  |         |                 |                  | Perth Publik: 324 Domare: Ewa Augustyn (Polen) | Perth Publik: 324 Domare: Ewa Augustyn (Polen) |
| 16:00 UTC+1 | 16:00 UTC+1  |         |                 |                  | Perth Publik: 324 Domare: Ewa Augustyn (Polen) | Perth Publik: 324 Domare: Ewa Augustyn (Polen) |

|             | 22 juli 2019 | Tyskland | 0 – 0   | Spanien | Forthbank Stadium                                       |                                                         |
| 16:00 UTC+1 | 16:00 UTC+1  |          | Rapport |         | Stirling Publik: 284 Domare: Silvia Domingos (Portugal) | Stirling Publik: 284 Domare: Silvia Domingos (Portugal) |
| 16:00 UTC+1 | 16:00 UTC+1  |          |         |         | Stirling Publik: 284 Domare: Silvia Domingos (Portugal) | Stirling Publik: 284 Domare: Silvia Domingos (Portugal) |
| 16:00 UTC+1 | 16:00 UTC+1  |          |         |         | Stirling Publik: 284 Domare: Silvia Domingos (Portugal) | Stirling Publik: 284 Domare: Silvia Domingos (Portugal) |

## Slutspel

### Slutspelsträd
|  | Semifinaler      | Semifinaler |   |  | Final     | Final |  |
|  |                  |             |   |  |           |       |  |
|  |                  |             |   |  |           |       |  |
|  | Frankrike (e.f.) | 3           |   |  |           |       |  |
|  | Spanien          | 1           |   |  |           |       |  |
|  |                  |             |   |  |           |       |  |
|  |                  |             |   |  |           |       |  |
|  |                  |             |   |  | Frankrike | 2     |  |
|  |                  | Tyskland    | 1 |  |           |       |  |
|  |                  |             |   |  |           |       |  |
|  |                  |             |   |  |           |       |  |
|  |                  |             |   |  |           |       |  |
|  |                  |             |   |  |           |       |  |
|  | Tyskland         | 3           |   |  |           |       |  |
|  | Nederländerna    | 1           |   |  |           |       |  |

### Semifinaler
|             | 25 juli 2019 | Tyskland                                                          | 3 – 1           | Nederländerna     | Firhill Stadium                                     |                                                     |
| 16:00 UTC+1 | 16:00 UTC+1  | Melissa Kössler 19′ Marie Müller 81′ (str.) Shekiera Martinez 89′ | (1 – 0) Rapport | 61′ Jill Baijings | Glasgow Publik: 301 Domare: Maria Marotta (Italien) | Glasgow Publik: 301 Domare: Maria Marotta (Italien) |
| 16:00 UTC+1 | 16:00 UTC+1  |                                                                   |                 |                   | Glasgow Publik: 301 Domare: Maria Marotta (Italien) | Glasgow Publik: 301 Domare: Maria Marotta (Italien) |
| 16:00 UTC+1 | 16:00 UTC+1  |                                                                   |                 |                   | Glasgow Publik: 301 Domare: Maria Marotta (Italien) | Glasgow Publik: 301 Domare: Maria Marotta (Italien) |

|             | 25 juli 2019 | Frankrike                                  | 0000 3 – 1 (e.fl.) | Spanien                   | St Mirren Park                                   |                                                  |
| 19:30 UTC+1 | 19:30 UTC+1  | Melvine Malard 104′ Vicki Becho 110′, 114′ | (0 – 0) Rapport    | 120′ Athenea del Castillo | Paisley Publik: 362 Domare: Ewa Augustyn (Polen) | Paisley Publik: 362 Domare: Ewa Augustyn (Polen) |
| 19:30 UTC+1 | 19:30 UTC+1  |                                            |                    |                           | Paisley Publik: 362 Domare: Ewa Augustyn (Polen) | Paisley Publik: 362 Domare: Ewa Augustyn (Polen) |
| 19:30 UTC+1 | 19:30 UTC+1  |                                            |                    |                           | Paisley Publik: 362 Domare: Ewa Augustyn (Polen) | Paisley Publik: 362 Domare: Ewa Augustyn (Polen) |

### Final
|             | 28 juli 2019 | Frankrike                             | 2 – 1           | Tyskland         | St Mirren Park                                                  |                                                                 |
| 16:00 UTC+1 | 16:00 UTC+1  | Sandy Baltimore 13′ Maëlle Lakrar 73′ | (1 – 1) Rapport | 6′ Nicole Anyomi | Paisley Publik: 1 135 Domare: Ivana Projkovska (Nordmakedonien) | Paisley Publik: 1 135 Domare: Ivana Projkovska (Nordmakedonien) |
| 16:00 UTC+1 | 16:00 UTC+1  |                                       |                 |                  | Paisley Publik: 1 135 Domare: Ivana Projkovska (Nordmakedonien) | Paisley Publik: 1 135 Domare: Ivana Projkovska (Nordmakedonien) |
| 16:00 UTC+1 | 16:00 UTC+1  |                                       |                 |                  | Paisley Publik: 1 135 Domare: Ivana Projkovska (Nordmakedonien) | Paisley Publik: 1 135 Domare: Ivana Projkovska (Nordmakedonien) |